# Sidastrum strictum
Sidastrum strictum là một loài thực vật có hoa trong họ Cẩm quỳ. Loài này được (Standl.) Fryxell miêu tả khoa học đầu tiên năm 1978.